# 陶貞穎
陶貞穎（1993年4月4日—），台灣媒體工作者，淡江大學中國文學系畢業，曾待過壹電視、民視、Hit FM聯播網、《放言》及維城士多法人代表，現擔任《呷新聞》編輯並創辦《獨眼新聞》擔任記者。陶貞穎因為營救不少因參與反對修訂逃犯條例而被香港政府起訴的香港示威者，被暱稱為港人的「南西媽媽」。

## 生平
- 2016年7月31日前，在壹電視《正晶限時批》擔任執行製作。
- 2016年8月22日前，與前《正晶限時批》團隊赴民視，擔任《政經看民視》執行製作。
- 2017年至2018年，在Hit FM聯播網《蔻蔻早餐》擔任製作人。
- 2019年，回鍋民視，擔任《辣新聞》製作人。[2][3]
- 2019年10月，《香港解密》公布上百名香港示威者及聲援香港的台灣人的個人資料，其中包括《獨眼新聞》創辦人陶貞穎。[4][5][6][7][8]
- 2021年8月4日，陶貞穎登上《紐約時報》，報導她營救香港人的過程。[9]
- 2021年10月14日，加入網路媒體《呷新聞》擔任編輯。

## 經歷
- 壹電視《正晶限時批》擔任執行製作
- 民視《政經看民視》執行製作
- Hit FM聯播網《蔻蔻早餐》擔任製作人
- 民視《辣新聞》製作人
- 《放言》編輯[10]
- 《獨眼新聞》創辦人兼記者
- 《呷新聞》編輯